# Sunshine Dad
Sunshine Dad er en amerikansk stumfilm fra 1916 af Edward Dillon.

## Medvirkende
- DeWolf Hopper Sr. som Alonzo Evergreen
- Fay Tincher
- Chester Withey som Kottschkoiff
- Eugene Pallette som Alfred Evergreen
- Jewel Carmen som Charlotte